# Literaturjahr 1497
Liste der Literaturjahre

◄ | 1493 | 1494 | 1495 | 1496 | Literaturjahr 1497 | 1498 | 1499 | 1500 | 1501 | ► | ►►

Weitere Ereignisse
Dieser Artikel behandelt das Literaturjahr 1497.

## Ereignisse

### Bücherverbrennung in Florenz

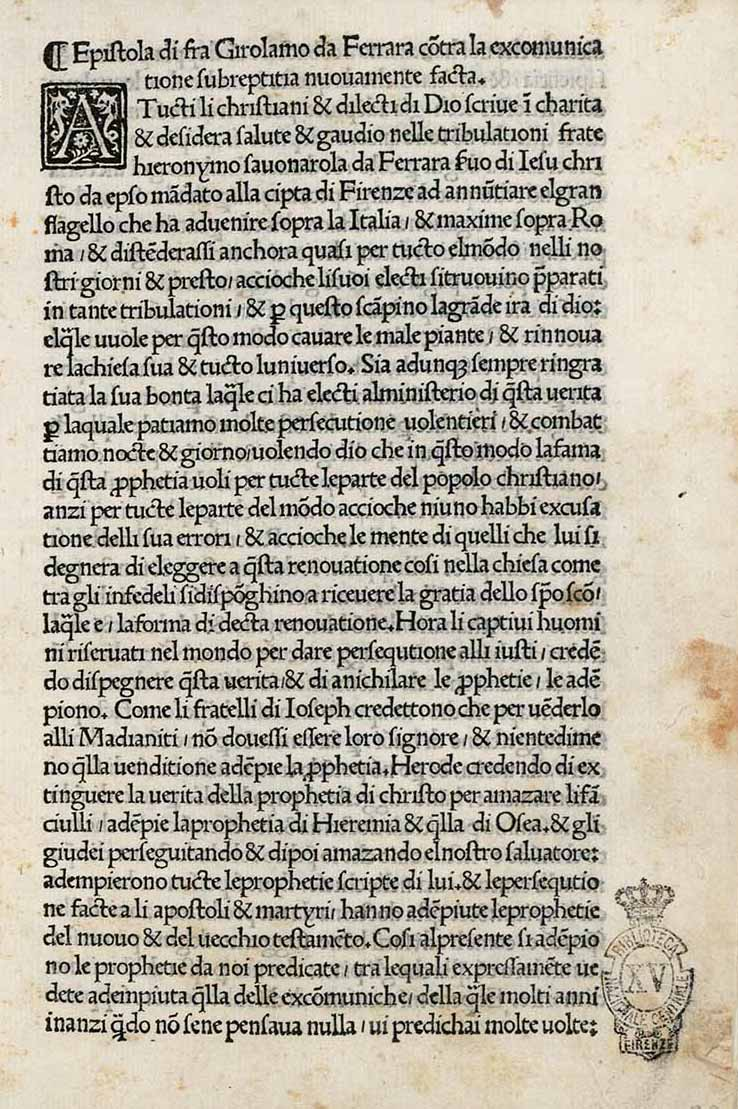
Epistola contra sententiam excommunicationis

Girolamo Savonarola veranstaltet am 7. Februar in Florenz mit dem „Fegefeuer der Eitelkeiten“ unter anderem eine Bücherverbrennung. Am 13. Mai wird der Dominikanermönch und Bußprediger, der lautstark die Missstände in der Kirche angeprangert hat, von Papst Alexander VI. als „Häretiker, Schismatiker und Verächter des Heiligen Stuhls“ exkommuniziert. Savonarola antwortet auf die Exkommunikation mit der Epistola contra sententiam excommunicationis. 

### Poeta Laureatus
Jakob Locher erhält von Maximilian I. die Dichterkrone als poeta laureatus.
Rui de Pina wird vom portugiesischen König Manuel I. zum leitenden Chronisten des Königreichs (Cronista-mor) und Hüter des Torre do Tombo sowie der königlichen Bibliothek ernannt.

### Druckwerke
Sebastian Brants 1494 entstandene Satire Narrenschiff erscheint in der lateinischen Übersetzung Stultifera Navis seines Schülers Jakob Locher am 1. Juni in Straßburg, gedruckt von Johannes Grüninger. Diese Ausgabe verbreitet sich schnell über die Landesgrenzen hinweg und macht Brants Werk zu einem internationalen Erfolg. Die Übersetzung Lochers ist keine wörtliche, sondern eher eine lateinische Nachdichtung, die den Erwartungen des lateinkundigen Publikums und dessen klassischem Bildungshintergrund Rechnung trägt. Eine mittelniederdeutsche Ausgabe wird unter dem Titel Dat narren schyp von Hans van Ghetelen in Lübeck gedruckt.

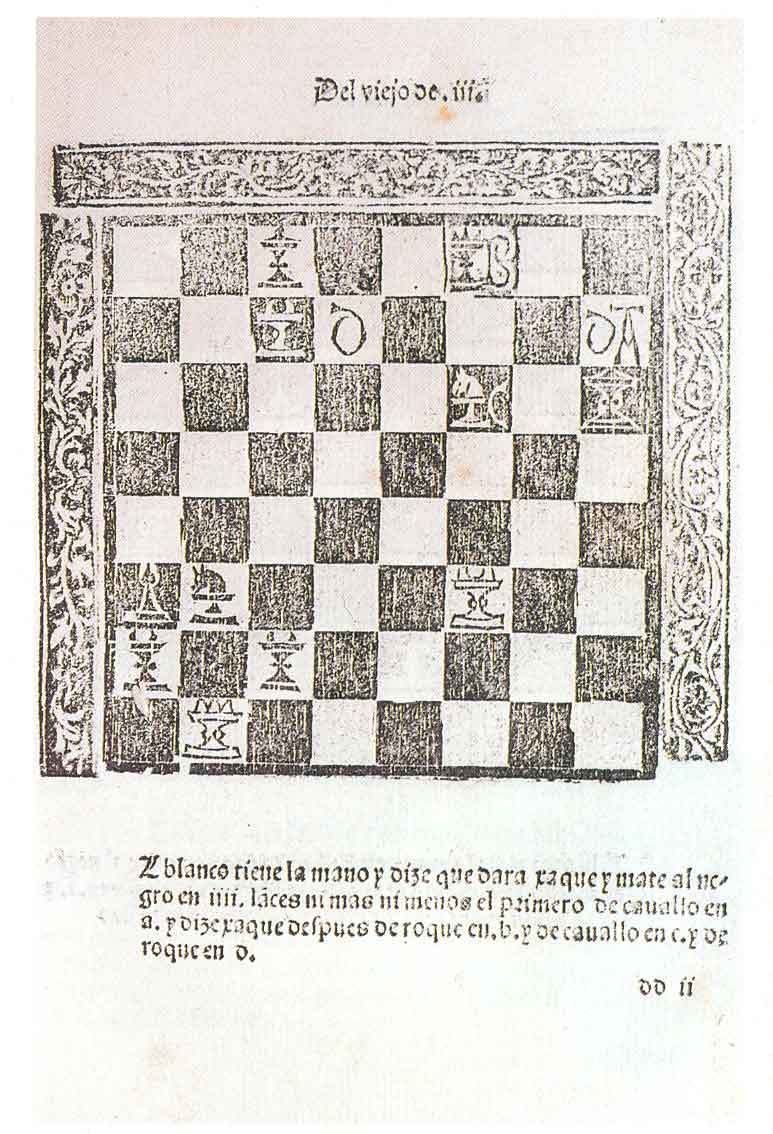
Ein Schachproblem bei Lucena

Luis Ramírez Lucena veröffentlicht sein Schachbuch Repetición de amores e arte de axedrez. In dem mit Inkunabeln gedruckten Werk werden die modernen Schachregeln erstmals beschrieben.

## Geboren

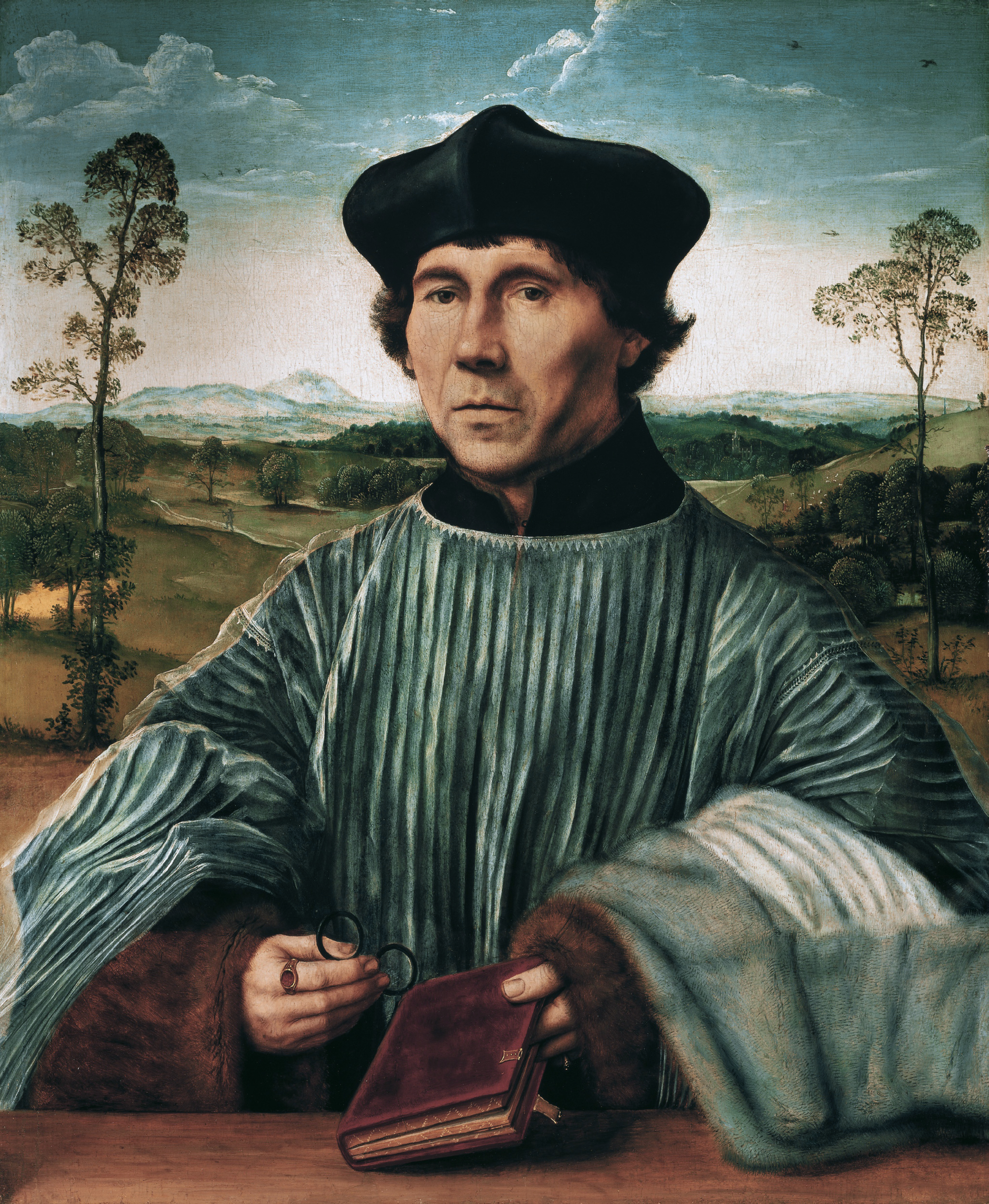
Stephan Gardiner; * um 1497

- um 1497: Stephan Gardiner, englischer Theologe, Staatsmann, Humanist und Gräzist († 1555)
- um 1497: Katharina Zell, deutsche reformatorische Autorin († 1562)

## Gestorben

### Todesdatum gesichert
- 1. Mai: Schams ad-Dīn as-Sachāwī, Hadith-Gelehrter, Prosopographe und Historiographe im mamlukenzeitlichen Ägypten (* 1427)
- 20. November: Nikolaus Kempf, deutscher Mystiker, Autor und Theologe (* etwa 1415)

### Genaues Todesdatum unbekannt

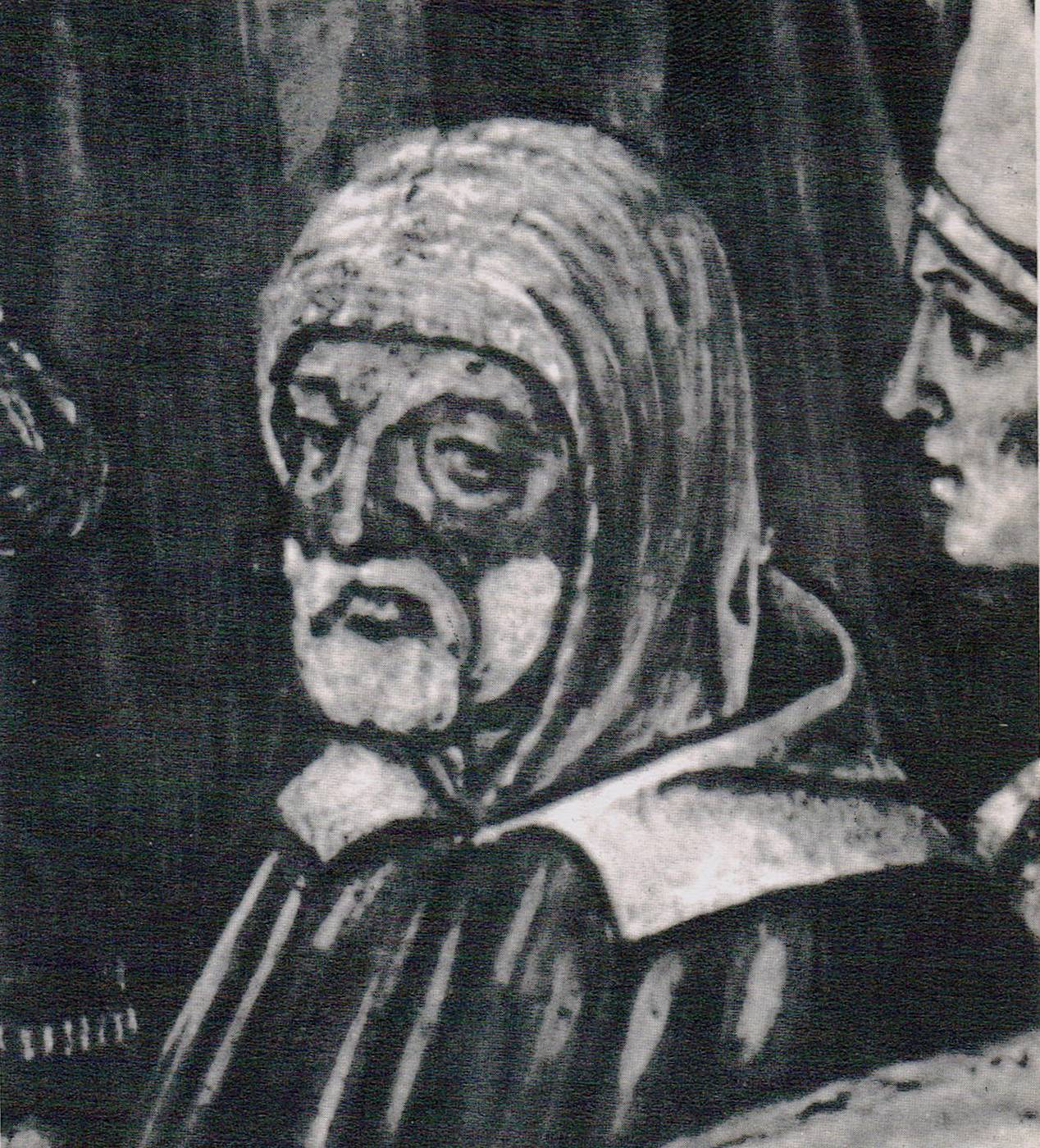
Elia ben Moses Abba Delmedigo; † 1497

- Elia ben Moses Abba Delmedigo, jüdischer Religionsphilosoph und Autor auf Kreta (* 1460)